# Euchaetomeropsis
Euchaetomeropsis (лат.) — род ракообразных семейства Mysidae из отряда Мизиды.

## Описание
Представители рода отличаются от других мизид следующими признаками: сходен с родом Euchaetomera, за исключением усиковой чешуи без дистального шипа по внешнему краю. Плеоподы самцов двуветвистые, 1-я пара с многосуставным экзоподом и несращенным эндоподитом; 2—5-я пары с многочлениковыми экзоподом и эндоподитом. Первый переопод (ходильная нога) имеет хорошо развитый экзопод (внешняя ветвь), карпопроподы эндопода (внутренняя ветвь) с 3-й по 8-ю ветвь переопод делится на подсегменты, и на эндоподе уропод (задних придатках) есть статоцисты.

## Классификация
Род Euchaetomeropsis был впервые выделен в 1909 году и включает представителей, обитающих на мезопелагиале с длиной тела от 4 до 8 мм.
- Euchaetomeropsis merolepis (Illig, 1908) — на мезопелагиале, 40N — 40S (длина тела 7—8 мм)[6]
- Euchaetomeropsis pacifica Banner, 1948 — Канада, на мезопелагиале, 60N — 50N (длина тела 4—6 мм)[6][7]